# Rusałka Amelka
Rusałka Amelka (czes. Říkání o víle Amálce, 1975) – czechosłowacki serial animowany wyreżyserowany przez Václava Bedřicha. Adaptacja książki dla dzieci autorstwa Václava Čtvrtka.
Serial opisuje przygody rusałki Amelki – sympatycznej panienki, która przeżywa niesamowite przygody i spotyka przyjaciół.

## Spis odcinków
1. Jak Amelka uratowała jelonka

2. Jak Amelka spotkała baranka Kudrnu

3. Jak Amelka znalazła czarodziejski kamień

4. Jak Amelka siedziała w klatce

5. Jak Amelka stała się ptakiem

6. Jak Amelka spotkała króla

7. Jak obrátila potok (cz.)

8. Jak Wodnik o mało nie doliczył do siedmiu

9. Jak Amelka pomogła jeżykowi

10. Jak Amelka przetańczyła olbrzyma

11. Jak Amelka uratowała olbrzyma

12. Jak Amelka spotkała orzeszkowego skrzata

13. Jak Amelka odeszła aż do wiosny